# Gold Star Music: La Familia Reggaeton Hits
Hector "El Father" presenta Gold Star Music: Reggaeton Hits es un álbum recopilatorio lanzado en 2005 por el cantante de reguetón, Héctor el Father. La compilación contiene grandes éxitos de anteriores publicadas bajo el sello Gold Star Music.

## Lista de canciones
| CD       |                                                              |                              |          |  |
| N.º      | Título                                                       | Productor(es)                | Duración |  |
| 1.       | «La envidia» (Héctor el Father con Polaco)                   | Naldo · Nesty                | 4:15     |  |
| 2.       | «Que se sienta» (Héctor el Father con Yomo)                  | Nesty                        | 3:37     |  |
| 3.       | «Si te vas (Remix)» (Kartier con Zion)                       | Tainy                        | 4:05     |  |
| 4.       | «No hay nadie» (Héctor el Father con Víctor Manuelle y Yomo) | Naldo · Nesty · Tainy        | 4:27     |  |
| 5.       | «Los cojo bajando» (Héctor el Father con Polaco y Yomo)      | Naldo · Nesty                | 4:54     |  |
| 6.       | «La que noquea» (Héctor el Father con Ariel “El Puro”)       | Mekka                        | 3:07     |  |
| 7.       | «Vacía» (Kartier)                                            | Mekka                        | 2:48     |  |
| 8.       | «Aprieta» (Franco “El Gorila” con Wisin)                     | Nesty                        | 2:24     |  |
| 9.       | «Déjale caer to' el peso» (Héctor el Father con Yomo)        | Naldo · Nely · Tainy         | 4:08     |  |
| 10.      | «Noche de travesura» (Héctor el Father con Divino)           | Luny Tunes                   | 3:27     |  |
| 11.      | «Salvaje» (Don Omar)                                         | Luny Tunes · Nely            | 2:16     |  |
| 12.      | «Machete» (Daddy Yankee)                                     | Monserrate & DJ Urba         | 3:01     |  |
| 13.      | «Tu quieres duro» (Héctor el Father)                         | Luny Tunes                   | 3:36     |  |
| 14.      | «Mirándonos» (Héctor el Father con Zion)                     | Nesty                        | 3:15     |  |
| 15.      | «No le temas a él» (Trébol Clan con Héctor & Tito)           | Luny Tunes                   | 3:33     |  |
| 16.      | «Gata Michu, Michu» (Alexis & Fido)                          | Luny Tunes · Naldo · Nesty   | 3:03     |  |
| 17.      | «Vamos pa' la calle» (Héctor el Father)                      | Nesty                        | 4:31     |  |
| 18.      | «Gata fiera» (Trébol Clan, Héctor el Father & Joan)          | Luny Tunes                   | 3:24     |  |
| 19.      | «Sácala» (Héctor el Father, Don Omar, Wisin & Yandel)        | Naldo · Nely · Nesty · Tainy | 4:49     |  |
| 20.      | «Uaa, Uaa» (Ariel “El Puro”)                                 | Naldo                        | 2:17     |  |
| 21.      | «Amor prohibido» (Trébol Clan)                               | DJ Joe                       | 4:08     |  |
| 22.      | «Bailando sola» (Kartier)                                    | Luny Tunes · Nely · Naldo    | 3:33     |  |
| 01:18:38 |                                                              |                              |          |  |

| DVD   |                                                          |          |  |
| N.º   | Título                                                   | Duración |  |
| 1.    | «Tu quieres duro» (Héctor el Father)                     |          |  |
| 2.    | «No le temas a él» (Trébol Clan, Héctor & Tito)          |          |  |
| 3.    | «Noche de terror» (Héctor el Father)                     |          |  |
| 4.    | «Sácala» (Héctor el Father, Don Omar, Wisin & Yandel)    |          |  |
| 5.    | «Castigo» (Héctor el Father)                             |          |  |
| 6.    | «Amor prohibido» (Trébol Clan)                           |          |  |
| 7.    | «Sangre nueva» (Kartier, Ariel, Yomo & Héctor el Father) |          |  |
| 8.    | «Malvada» (Jomar & Banda Algarete)                       |          |  |
| 30:08 |                                                          |          |  |

## Posicionamiento en listas
| Listas (2006)                        | Mejor posición |
| ------------------------------------ | -------------- |
| Estados Unidos (Billboard 200)       | 188            |
| Estados Unidos (Latin Rhythm Albums) | 3              |
| Estados Unidos (Top Latin Albums)    | 5              |